# El Rosario (Morazán)
El Rosário é uma pequena cidade de El Salvador com cerca de 1.300 habitantes, situada no departamento de Morazán.

## Clima
Possui um clima subtropical extremamente seco devido a sua região. Mesmo com este fato as temperaturas são amenas e as máximas podem chegar aos 38°C e as mínimas ficam em torno dos 9°C.[carece de fontes?]